# آلیاژهای آلومینیوم
آلیاژهای آلومینیوم، آلیاژهایی با خاصیت فلزی هستند که معمولاً شامل ۹۰–۹۶٪ آلومینیم بوده و علاوه بر آن دارای یک یا چند عنصر دیگر هستند که به منظور بهبود خواص به آلومینیوم افزوده شده‌اند. معمولاً این آلیاژها علاوه بر عناصر آلیاژی اصلی شامل چندین عنصر آلیاژی فرعی نیز هستند که مقدار اندکی داشته ولی تأثیر بسیاری بر ویژگی‌های آن‌ها دارند.

## عناصر آلیاژی
اگرچه بسیاری از فلزات با آلومینیوم تشکیل آلیاژ می‌دهند ولی تعداد کمی از آن‌ها در آلومینیوم حلالیت قابل توجهی دارند که به عنوان افزودنی آلیاژی اصلی به‌کار روند. در بین عناصر آلیاژی معمول تنها روی، منیزیم، مس و سیلیسیم حلالیت بالایی دارند.

## خواص[۳]

### آلیاژهای کارشده
- مقاومت به خوردگی: بسیاری از آلیاژهای آلومینیوم به علت تشکیل طبیعی لایهٔ اکسیدی چسبنده به سطح مقاومت به خوردگی اتمسفری و شیمیایی بالایی دارند. این مشخصه در آلیاژهای سری 1xxx، 3xxx، 5xxx و 6xxx بارزتر است.
- رسانایی حرارتی: آلومینیوم و آلیاژهای آن رسانایی حرارتی بالایی دارند و با اینکه نسبت به فولاد در دمای پایین‌تری ذوب می‌شوند، اما در صورت مجاورت با آتش دمای آن‌ها کندتر افزایش می‌یابد.
- رسانایی الکتریکی: آلومینیوم و برخی از آلیاژهای آن رسانایی الکتریکی بسیار بالایی داشته و از این لحاظ در میان فلزات رسانای تجاری پس از مس در ردهٔ دوم قرار می‌گیرند.
- نسبت استحکام/وزن: آلومینیوم با چگالی کم خود برای ساخت آلیاژهای مهندسی مناسب است. گر چه استحکام آلیاژهای پایه آلومینیوم به اندازه استحکام قابل حصول در فولادها نیست ولی نسبت استحکام به وزن این آلیاژها بالا بوده و به این دلیل آلیاژهای تجاری آلومینیوم تعداد زیادی دارند. استحکام اغلب این آلیاژها را می‌توان از طریق رسوب‌سختی یا کار گرم افزایش داد.[۴]
- چقرمگی شکست: بسیاری از آلیاژهای آلومینیوم چقرم بوده و در کاربردهایی که مقاومت به شکست ترد و رشد ترک مورد‌نیاز باشد به‌کار گرفته می‌شوند.
- کارپذیری: آلومینیوم و آلیاژهای آن را می‌توان در بسیاری از روش‌های فلزکاری که نیاز به کارپذیری دارند (مانند اکستروژن) به‌کار گرفت.
- سهولت اتصال: آلومینیوم و آلیاژهای آن را می‌توان با طیف گسترده‌ای از روش‌های تجاری معمول از قبیل جوشکاری، لحیم‌کاری، پیچ‌کاری، پرچ‌کاری و حتی میخ‌زنی به یکدیگر اتصال داد.
- قابلیت بازیافت: بازیافت آلومینیوم و آلیاژهای آن در میان مواد سازه‌ای بسیار ساده است و می‌توان پس از بازیافت آن‌ها را مستقیماً به صورت محصولات کیفیت بالا به‌کار برد.

### آلیاژهای ریختگی
به‌طور کلی خواص آلیاژهای کارشده در آلیاژه ریختگی نیز وجود دارد ولی در انتخاب آلیاژهای ریختگی خواص زیر اهمیت دارند:
- سهولت ریخته‌گری: این خصوصیت در سری سیلیسیم بالای 3xx.x بارز است. میزان بالای سیلیسیم باعث جریان‌پذیری خوب و پرشدن قالب می‌شود.
- استحکام: آلیاژهای سری 2xx.x استحکام بسیار بالایی دارند ولی ریخته‌گری آن‌ها سخت‌تر بوده و قابلیت پرداخت خوبی ندارند.
- پرداخت کار: سری 5xx.x و 7xx.x به علت قابلیت پرداخت خوب مورد توجه‌اند اما ریخته‌گری آن‌ها از گروه 3xx.x سخت‌تر است.

## نامگذاری
آلیاژهای آلومینیوم ریختگی و کارشده توسط شماره‌های معینی مشخص می‌گردند. این شماره‌ها نشان می‌دهند که در فرایند ساخت چه عناصری به آلیاژهای فوق اضافه‌شده و گروه ویژه‌ای از این فلزات را ساخته‌اند.

### ANSI و AA
در سیستم نام‌گذاری ANSI و (AA (Aluminum Association برای آلیاژهای کارشده از یک مکانیزم شماره‌دهی چهاررقمی و برای آلیاژهای ریختگی از سیستم شماره‌دهی سه‌رقمی استفاده می‌شود که اولین عدد، معرف گروه‌بندی فلز و مهم‌ترین عنصر آلیاژی اضافه‌شده به آلیاژ است.
| سری  | ترکیب                                            |
| ---- | ------------------------------------------------ |
| 1XXX | آلومینیوم تقریباً خالص                            |
| 2XXX | آلیاژ آلومینیوم و مس                             |
| 3XXX | آلومینیوم منگنزدار                               |
| 4XXX | آلومینیوم سیلیسیم‌دار                             |
| 5XXX | آلیاژ آلومینیم و منیزیم                          |
| 6XXX | آلیاژهایی با ترکیب منیزیم، سیلیسیم و آلومینیوم   |
| 7XXX | آلیاژهایی با ترکیب روی و آلومینیوم و منیزیم      |
| 8XXX | آلیاژ آلومینیوم با عناصر کمتر متعارف همچون لیتیم |

| سری   | ترکیب                                                  |
| ----- | ------------------------------------------------------ |
| 1xx.x | آلومینیوم تقریباً خالص                                  |
| 2xx.x | آلیاژ آلومینیوم و مس                                   |
| 3xx.x | آلومینیوم داری مس، سیلیسیم و اندکی منیزیم              |
| 4xx.x | آلومینیوم سیلیسیم‌دار                                   |
| 5xx.x | آلیاژ آلومینیم و منیزیم                                |
| 6xx.x | آلیاژهایی با ترکیب منیزیم، سیلیسیم و آلومینیوم         |
| 7xx.x | آلیاژهایی با ترکیب روی، آلومینیوم و منیزیم             |
| 8xx.x | آلیاژ آلومینیوم با عناصر کمتر متعارف همچون قلع و لیتیم |

#### پسوندهای نام‌گذاری
علاوه بر شماره‌گذاری آلیاژها، برای مشخص کردن یک آلیاژ نوع فرایند عملیات حرارتی یا فرایند ساخت آلیاژ نیز مبنای شماره‌گذاری است. برای این نامگذاری از حروف انگلیسی در انتهای نام آلیاژ استفاده می‌شود، مثلاً AA 2024-T4. این نام‌گذاری تحت استاندارد ملی آمریکا با شماره ANSI H35.1 و با عنوان سیستم تعریف شده تمپر نامیده می‌شود و برای تمامی روش‌های تولید کاربرد دارد. بسته به نوع فرایند تولید یکی از حروف F برای بدون تغییر و حالت از تولید، O برای آنیل، H برای سخت کردن کرنشی، W برای عملیات حرارتی محلول سازی و T برای عملیات حرارتی دیگر از جمله رسوب سختی برای نامیدن آلیاژها به‌کار می‌رود.
به‌صورت کامل‌تر:
- F برای حالت بدون تغییر و از تولید
- O برای حالت آنیل شده
- H برای حالت کرنش سخت شده (کار سرد شده):

برای عدد اول در رده HXX
H1 کرنش سخت شده بدون عملیات حرارتی
H2 کرنش سخت شده و جزئی آنیل شده
H3 کرنش سخت شده و پایداره شده از طریق عملیات حرارتی دمای پایین
عدد دوم در رده HXX (در صورت وجود) بیانگر مقدار سختی به دست آمده نسبت به حالت سختی حداکثر در آن عملیات سخت‌کاری است.
HX2 بیانگر سختی به میزان ۱/۴ سختی حداکثر است.
HX4 بیانگر سختی به میزان ۱/۲ سختی حداکثر است.
HX6 بیانگر سختی به میزان ۳/۴ سختی حداکثر است.
HX8 بیانگر سختی به میزان حداکثر است.
HX9 بیانگر سختی بیشتر از سختی حداکثر است.
- T برای حالتی است که آلیاژها تحت عملیات حرارتی قرار گرفته باشند. این حالت بیانگر تمپرهایی است که پایدار هستند (البته به غیر از حالات F و O یا H)، بر خلاف حالت نام‌گذاری W.

T1 سرد شده از یک فرایند شکل‌دهی، با درجه حرارت بالا و پیر شده به صورت طبیعی
T2 سرد شده از یک فرایند شکل‌دهی، با درجه حرارت بالا، کار سرد شده و پیر شده به صورت طبیعی
T3 عملیات حرارتی از نوع محلول‌سازی شده، کار سرد شده و پیر شده به صورت طبیعی
T4 عملیات حرارتی از نوع محلول‌سازی شده و پیر شده به صورت طبیعی
T5 سرد شده از یک فرایند شکل‌دهی با دمای بالا و پیر شده به صورت مصنوعی
T6 عملیات حرارتی از نوع محلول‌سازی شده و پیر شده به صورت مصنوعی
T7 عملیات حرارتی از نوع محلول‌سازی شده و پایدار شده
T8 عملیات حرارتی از نوع محلول‌سازی شده، کار سرد و پیر شده به صورت مصنوعی
T9 عملیات حرارتی از نوع محلول‌سازی شده، پیر شده به صورت مصنوعی و سپس کار سرد شده
T10 سرد شده از یک فرایند شکل‌دهی با درجه حرارت بالا، کار سرد شده و پیر شده به صورت مصنوعی
در بعضی موارد پسوندهای رده T دارای اعدادی بیش از یک رقم هستند مانند AA 224-T351 یا AA 6061-T651 که در این صورت باید موارد زیر را در نظر داشت
TX51 بیانگر تنش‌زدایی به‌وسیله کشش بعد از عملیات حرارتی عدد اول (عدد x)است.
TX52 بیانگر تنش‌زدایی به‌وسیله تنش فشاری بعد از عملیات حرارتی عدد اول (عدد x)است.
TX54 بیانگر تنش‌زدایی به‌وسیله ترکیبی از کشش و فشار بعد از عملیات حرارتی عدد اول (عدد x) است.
TX6 بیانگر کار سرد به‌وسیله نورد تا کاهش ۶ درصد از سطح مقطع، بعد از محلول‌سازی و سرد کردن است.

### UNS
در سیستم نامگذاری UNS یا سیستم یکپارچه نام‌گذاری، آلیاژها با یک عدد پنج رقمی مشخص می‌گردد. برای تمامی آلیاژهای آلومینیوم اولین رقم ۹ است و چهار رقم بعدی مانند سیستم نام‌گذاری AA است؛ مثلاً UNS 92XXX به آلیاژی از آلومینیوم و مس اشاره دارد.

## ماشین‌کاری آلیاژهای آلومینیوم
آلومینیوم به‌طور کلی یک فلز خوش‌تراش است. در مقایسه با فلزات دیگر ماشین‌کاری مناسب و خوبی دارد. مصرف انرژی کمی دارد، براده‌ها به راحتی جدا می‌شود، کیفیت سطحی خوبی می‌توانیم ایجاد کنیم و عمر ابزار در مقایسه با فلزات دیگر در اکثر موارد بالاست و به نیروهای زیادی احتیاج نداریم و می‌توانیم با نرخ بالایی تولید کنیم. 

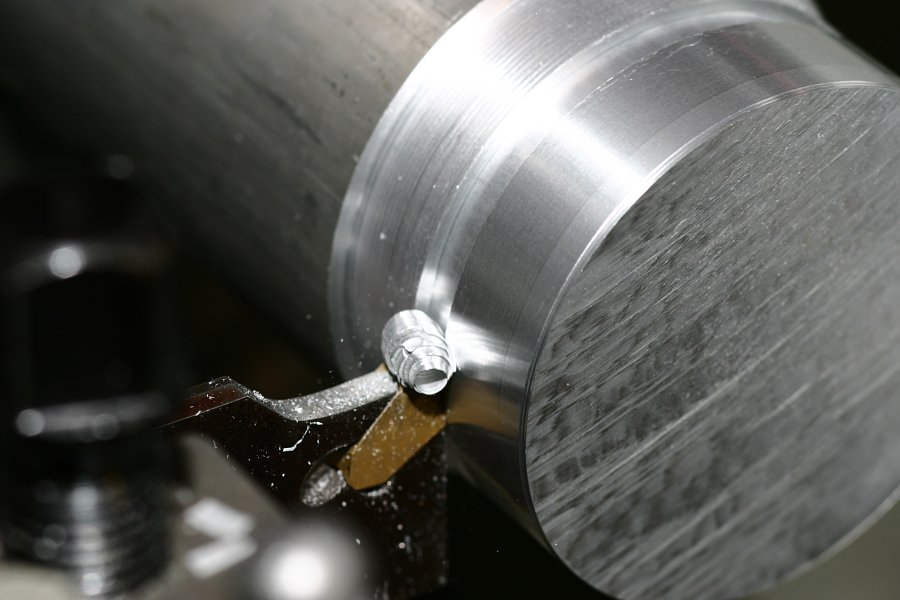
Parting aluminium

ولی پارامترهای مختلفی روی قابلیت ماشین‌کاری آلومینیوم، اثرگذار است.
خواص مکانیکی، خواص شیمیایی و خواص حرارتی

### ملاحظات
به‌طور کلی ملاحظات ویژه‌ای که برای ماشین‌کاری آلیاژهای آلومینیوم درنظر باید گرفت.
- آلومینیوم چگالی پایین دارد و می‌توان سرعت‌های چرخشی بالا را اعمال کرده بدون اینکه فشار زیادی به دستگاه ماشین‌کاری بیاوریم و برای متوقف کردن این چرخش زیاد هم فشار کمی نیاز است. در صورتی که اگر متریال فولاد باشد برای رسیدن به این سرعت باید نیروی زیادی به دستگاه اعمال شود.
- یکی از نکات مهم، مدول الاستیک (به انگلیسی: Elastic Modulus) پایین آلومینیوم است. مدول الاستیک آلومینیوم، ۷۰ گیگاپاسکال است یعنی در یک تنش ثابت، آلومینیوم نسبت به فولاد (با مدول الاستیک ۲۱۰ گیگاپاسکال) سه برابر بیشتر تغییر شکل الاستیک می‌دهد. این خاصیت زمانی اثرگذار می‌شود که قطعه آلومینیومی را به یک گیره بسته و آن را فیکس کرده تا در جای خود قرار گیرد اما اگر نیرو زیاد اعمال شود به عنوان مثال قطعه را از مرکز بودن منحرف می‌کند یا تغییر شکل موقتی اعمال کند (به علت تغییر شکل الاستیک زیاد) و بعد از فرایند ماشین‌کاری و برداشتن نیرو و برگشت قطعه به حالت خود، ابعاد مورد نظر حاصل نمی‌شود. این اتفاقی نامطلوب است.
- به دلیل وجود هدایت حرارتی بالای آلومینیوم، حرارت ماشین‌کاری در نوک ابزار جمع نمی‌شود و حرارت به راحتی می‌تواند در ابزار و قطعه پخش شود.
- ضریب انبساط گرمایی آلومینیوم زیاد است. این ضریب ۲ برابر فولاد است. حال اگر قطعه داغ شود در زمان ماشین‌کاری می‌تواند باعث انبساط قطعه شود و در واقع قطعه منبسط شده در حال ماشین‌کاری است و وقتی که دما پایین بیاید، دقت ابعادی قطعه حاصل نمی‌شود. در صورتی که ماشین‌کاری جهت فرایند خشن کاری صورت گیرد زیاد تأثیر گذار نیست اما در صورتی که جهت پرداخت سطح، ماشین‌کاری شود این مورد می‌تواند دردسر ساز باشد.
- بر خلاف ماشین‌کاری فولادها بعد از عملیات ماشین‌کاری نیازی به عملیات حرارتی جهت تخلیه تنش پسماند ندارند با توجه به استحکام پایینی که نسبت به فولادها دارند.
- همچنین دما هم حین ماشین‌کاری زیاد بالا نمی‌رود.[۸]

### ابزارها

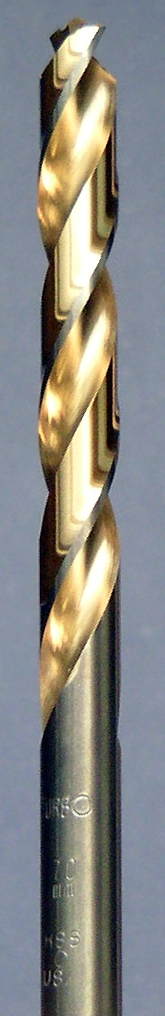
پوشش تیتانیوم نیترید بر روی یک مته سوراخکاری

ابزار باید چند ویژگی داشته باشد. یکی از آن‌ها این است که  بتواند خوب متریال را کنده و بتواند متریال کنده شده را از سطح ماشین‌کاری دور کند. نکته‌ای که باید رعایت شود این است که قطعه آلومینیومی به ابزار نچسبد. چسبیدن آلومینیوم به سطح ابزار اصلاً مطلوب نیست، چسبیدن می‌تواند برای آلیاژهایی که خیلی نرم و شکل‌پذیر است، به راحتی اتفاق افتد و باید از این اتفاق جلوگیری شود.
یکی از راه‌هایی که جهت جلوگیری از این چسبندگی انجام می‌شود استفاده از یک‌سری پوشش‌هایی بر روی ابزارها همانند تیتانیوم نیترید یا تیتانیوم کربن نیترات TiCN (به انگلیسی: Titanium Carbon Nitride) است که به روش PVD (به انگلیسی: Physical Vapor Deposition) روی ابزار پوشش‌دهی می‌کند و این کار تماس مستقیم متریال ابزار و آلومینیوم را کم می‌کند. این‌ها پوشش‌های سخت هستند و باعث می‌شود که آلومینیوم به ابزار نچسبد.

### عمر ابزار
عمر ابزار (به انگلیسی: Tool Life) نشان‌دهنده این است که با یک ابزار چقدر می‌توان ماشین‌کاری را انجام داد تا زمانی که سایش زیاد بین ابزار و متریال نتواند به سطح ابزار آسیب بزند و ماشین‌کاری را از دقت ابعادی خارج کند. عمر ابزار در آلیاژهای آلومینیوم بالا است و مشکلی نداشته ولی در حالت‌های خاصی در آلیاژهای آلومینیوم و سیلیکون این‌طور نیست.
آلیاژهای آلومینیوم-سیلیکون شرایط خاصی را دارد. اگر به دیاگرام فازی (به انگلیسی: Phase Diagram) آلومینیوم و سیلیکون توجه شود یک یوتکتیکی در ۱۲٫۶٪ و دمای ۵۷۷ درجه سانتی گراد ایجاد می‌شود. زمانی که این فاز یوتکتیک می‌خواهد تشکیل شود با توجه به اینکه یوتکتیک یک فاز سخت و ترد است. در ریز ساختار این سیلیکون‌ها فازهای سخت و درشتی هستند و می‌توانند به ابزار آسیب بزنند. حال هر چه‌قدر این یوتکتیک‌های تشکیل شده تیغه‌ای‌تر و تیزتر باشند بیشتر می‌توانند آسیب بزنند و اگر در زمان ریخته‌گری بتوان از عناصر استرانسیم و سدیم استفاده کرد می‌توان این فازهای تشکیل شده را بهسازی کرد و باعث می‌شود این فازهای تیغه‌ای بلند به فازهای تیغه‌ای کوچک و ریزی تبدیل شوند و در زمان ماشین‌کاری این مشکل برای ابزار پدید نیاید.
بنابراین به ابزارهای احتیاج دارد که بتوانند به راحتی براده را جدا کنند، براده به آن‌ها نچسبند و بتواند عمر کافی را داشته باشد. طبیعتاً هر چقدر هم سرعت ماشین‌کاری بالاتر رود، باید از ابزارهای با کیفیت‌های بالاتر استفاده کرده تا بتواند تحمل آن شرایط را داشته باشد.

### ایجاد براده

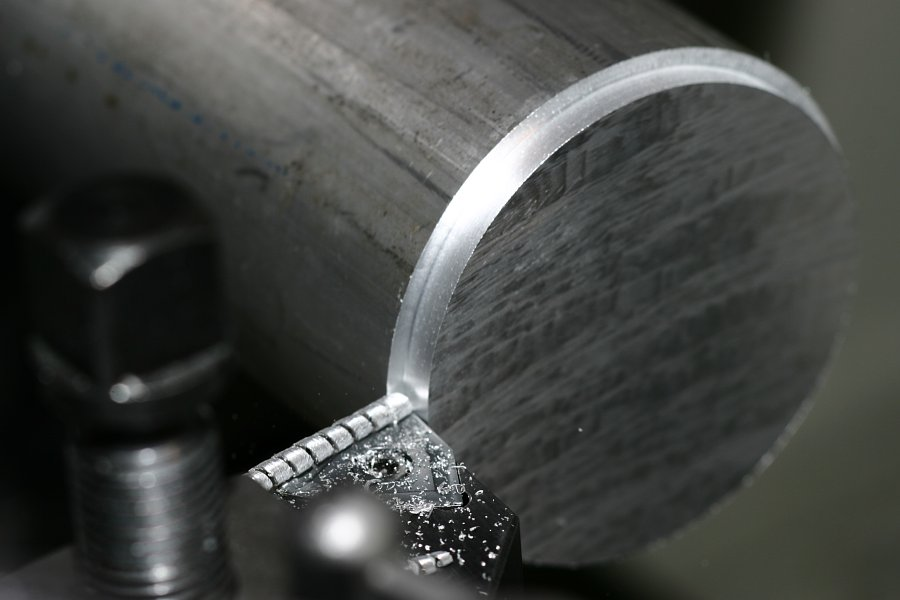
تراشکاری یک قطعه آلومینیومی

شماتیک تشکیل لبه انباشته از صفحه لبه انباشته

ایجاد براده در آلومینیوم دارای یک سری ملاحظات است. در آلیاژهایی که فوق‌العاده شکل پذیرند و نرم اند اتفاقی می‌افتد و آن اتفاق این است که در منطقه شکل‌گیری اولیه (به انگلیسی: Primary Shearing Area)، نوک ابزار، سرعت حرکت مواد کم می‌شود. در نوک ابزار تکه ای از آلومینیوم به نوک ابزار می‌چسبد که به آن لبه انباشته (BUE) (به انگلیسی: Build Up Edge) می‌گویند. لبه انباشته سبب می‌شود که مدام ساخته شده و بعد کنده شود و نوک ابزار را به جای اینکه حالت تیز داشته باشد یک حالت کندی در نوک ابزار ایجاد می‌کند و نوک ابزار را از جایی که باید قرار داشته باشد جابه‌جا می‌کند و کیفیت ماشین‌کاری و کیفیت سطحی را از بین می‌برد. این امر برای آلیاژهایی از آلومینیوم که آلیاژهای نرم هستند صورت می‌گیرد و براده‌های پیوسته تشکیل می‌شود و این‌ها در ماشین‌کاری مضر هستند. زمانی که براده‌های پیوسته تشکیل می‌شوند یعنی براده‌ها نرم‌اند و باعث ایجاد لبه انباشته شده و کیفیت سطحی را به هم می‌ریزد و باید با روش‌های مختلفی استفاده کرد تا این لبه انباشته از بین برده شود.
- برای آلومینیوم‌های 6061-T6 و 7075-T6 زمانی که سرعت ماشین‌کاری افزایش پیدا می‌کند، طول براده کم می‌شود و این برای آلیاژهای ریخته‌گری A319-T0 و A356-T0 هم صادق است. پس یکی از راه‌های مدیریت براده‌های پیوسته و کاهش آن، افزایش سرعت ماشین‌کاری است.[۱۲]
- یکی از روش‌هایی که از تشکیل لبه انباشته جلوگیری می‌کند استفاده از پوشش‌های مختلف روی ابزار است که می‌توانند چسبندگی آلومینیوم به فولاد را مدیریت کنند.
- با انواع و اقسام تغییرات در پارامترهای ماشین‌کاری، می‌توان این لبه انباشته را کنترل و از تشکیل آن جلوگیری کرد.

### سرعت پیشروی
با توجه به مدول الاستیک پایین آلومینیوم هر چقدر حجم متریالی که قرار است در ماشین‌کاری از قطعه آلومینیومی برداشته شود بیشتر باشد، نیروی بیشتری به قطعه اعمال می‌شود. این نیروی بیشتری که به قطعه اعمال می‌شود سبب می‌شود که قطعه در برابر نیرو تغییر شکل الاستیک (به انگلیسی: Elastic Deformation) دهد و این تغییر شکل الاستیک یعنی متریال از مکان خود جابجا شده و در حال ماشین‌کاری شکل هندسی دیگری هستیم و به محض اینکه نیرو از روی متریال برداشته شود به مکان اولیه خود برگشته و دیده می‌شود که ابعاد مورد نظر به دست نیامده است.
| ضعیف                                     | نسبتا خوب              | خوب                                       | عالی                            |
| ---------------------------------------- | ---------------------- | ----------------------------------------- | ------------------------------- |
| ۱۱۰۰، ۳۰۰۳، ۵۰۰۵، ۵۰۵۲، ۵۰۸۳، ۵۰۸۶، ۵۲۰۵ | ۶۰۶۰، ۶۰۶۱، ۶۰۶۳، ۷۰۶۸ | ۲۰۱۷، ۲۰۲۴، ۴۰۳۲، ۶۰۱۳، ۷۰۵۰، ۷۰۷۵ ،MIC 6 | ۲۰۰۷، ۲۰۱۱، ۶۰۲۰، متخلخل، QC-10 |

آلیاژهای 2007, 2011, 6020, QC-۱۰ و آلیاژهایی که متخلخل هستند می‌توانند کیفیت سطحی بسیار عالی فراهم کنند ولی از طرفی دیگر آلیاژهای 5XXX و ۳۰۰۳ آلیاژهایی نرم و شکل‌پذیر و با استحکام پایین هستند و این‌ها قابلیت ماشین‌کاری پایینی دارند.

### روانکاری

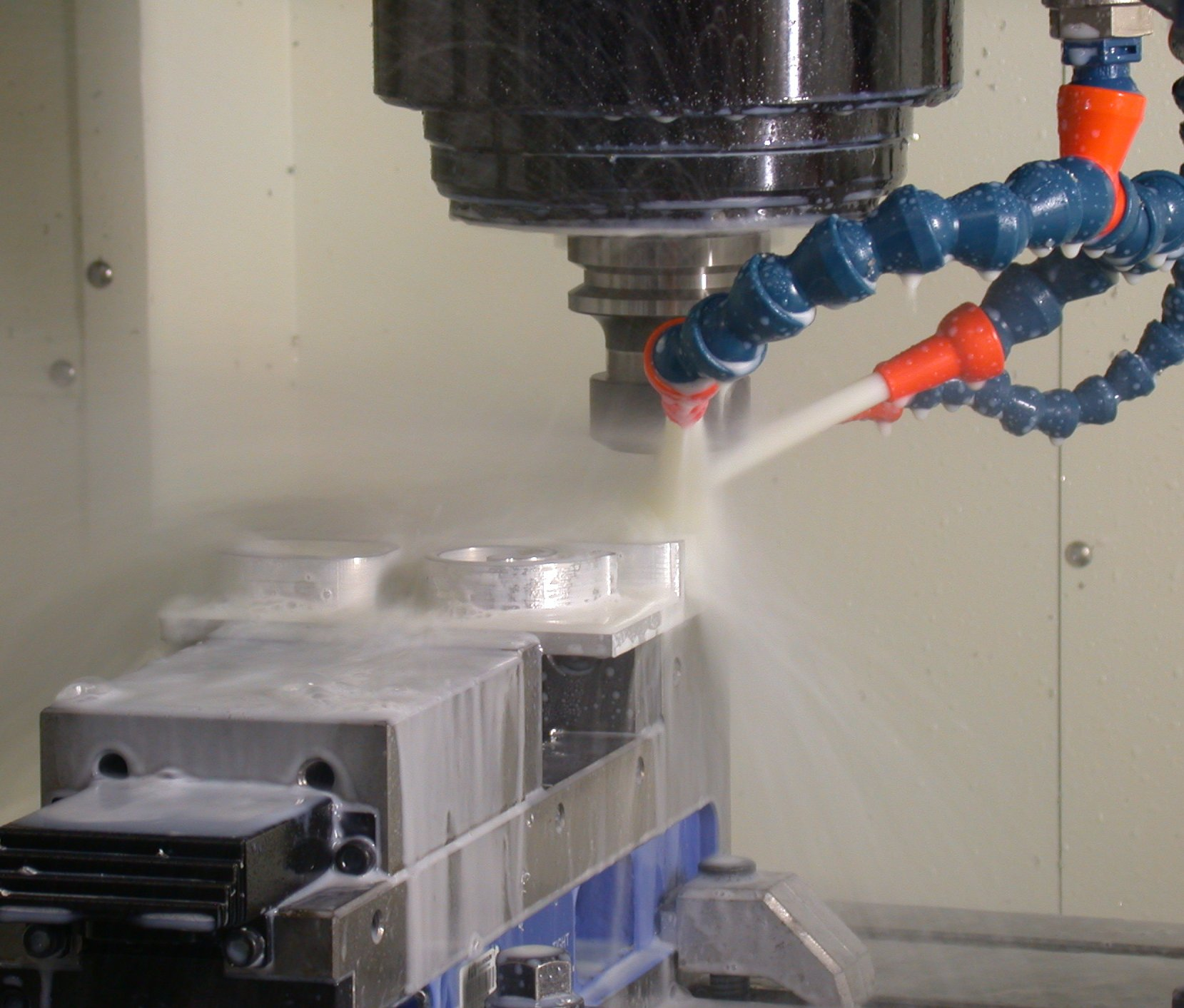
استفاده از آب و صابون برای خنک‌کاری در فرزکاری آلومینیوم.

نکته مهم دیگر اینکه وقتی دقت‌های ابعادی بالایی مد نظر باشد علاوه بر اینکه خوب باید براده‌ها را دور کند و از چسبیدن آن به ابزار جلوگیری کند، کار مهم دیگری در این شرایط انجام داده که اجازه نمی‌دهد قطعاً خیلی داغ شود. قطعه داغ برای آلومینیوم خیلی خطرناک است چرا که داغ شدن همراه انبساط زیاد و از بین رفتن دقت‌های خاص ابعادی می‌شود بنابراین باید به میزان زیادی روانکار استفاده کرده تا خوب قطعه را سرد نگه دارد. به همین دلیل باید روان‌کاری استفاده شود تا آلیاژ به آن حساس نباشد، خوردگی درونش ایجاد نشود. بعضی از آلیاژها مثل ۲۰۰۸ حساس‌ترند. و حال نکات دیگری باید در نظر گرفته شود: اینکه برای محیط زیست مشکلی نداشته باشد، در آن قارچ هم رشد نکند.
موضوع دیگری که در ماشین‌کاری آلومینیوم خیلی مهم بوده این است که وقتی که قطعه آلومینیومی داغ می‌شود ممکن است که بخاراتی ایجاد شود که شامل اکسید آلومینیوم و ذرات فلزی‌اند که بسیار خطرناک‌اند. از دیگر کاربردهای روانکار این است که از تشکیل این بخارات که برای سلامتی مضر هستند، جلوگیری کند.

### صنعت
در صنایع مختلف آلومینیوم ماشین‌کاری می‌شود اما در نیروهای ماشین‌کاری و سرعت‌های ماشین‌کاری تفاوتی با همدیگر دارند.
- صنعت هوافضا؛ اولین فلز سبکی که به‌طور گسترده در ساخت هواپیما از آن استفاده شد آلومینیوم بود. حتی امروزه، بین ۶۰ تا ۸۰ درصد وزن هواپیماهای تجاری را آلیاژهای آلومینیوم تشکیل می‌دهند.[۱۵] قطعات این صنعت عموماً قطعات خیلی بزرگ، حجم براده‌برداری خیلی زیاد، زمان براده‌برداری هم زیاد و زمان تنظیمات هم کم است؛ بنابراین جهت کم کردن زمان ماشین‌کاری بهترین کاری که می‌توان انجام داد، سرعت ماشین‌کاری و نیروهای ماشین‌کاری افزایش داده شود.
- در صنعت قالب‌سازی (به انگلیسی: Die & Mold Industry) زمان تنظیمات زیاد، زمان تعویض ابزار متوسط و زمان براده‌برداری هم زیاد ولی به زیادی صنعت هوافضا نیست. در این حالت ابزارهای ۵ محور و ۴ محور بیشتر به کار می‌رود ولی در هوافضا ابزارها و تجهیزات بیشتر به سرعت بالا و توان بالا نیاز دارند.
- صنعت خودرو؛ شکل‌های پیچیده و متنوعی وجود دارد بنابراین باید ابزار مدام تعویض شود بنابراین تعویض ابزار خیلی زیاد، زمان تنظیمات کم و زمان براده‌برداری هم زیاد و قابل مقایسه با زمان تعویض ابزار است.[۱۶]